# Ferdinand Martini (Schauspieler)

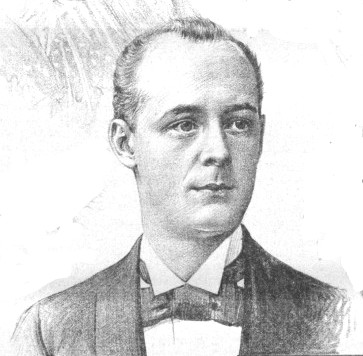
Ferdinand Martini

Ferdinand Martini (* 1. September 1870 in München; † 23. Dezember 1930 in Berlin) war ein deutscher Schauspieler.

## Leben
Martini trat sein erstes Engagement 1890 in Reichenhall an. Im Verlaufe seiner Theaterkarriere stand er unter anderem in Bremen, Prag, Nürnberg, Wien und München auf der Bühne. Besonders erfolgreich war er in Stücken von Ludwig Anzengruber und Ferdinand Raimund.
Nach dem Ersten Weltkrieg wurde Martini ein vielbeschäftigter Stummfilmschauspieler, der als Nebendarsteller in zahlreichen Filmen mitwirkte. Er starb während der Dreharbeiten zu seinem zweiten und letzten Tonfilm Ihre Hoheit befiehlt. Sein Sohn Otto Martini (1902–1979) wurde Kameramann. Dessen Sohn Ronald Martini (* 1928) stellte ebenfalls Dokumentar-, Forschungs- und Industriefilme her.

## Filmografie
- 1918: Der Herr mit der Dogge
- 1919: Die Liebes-GmbH
- 1919: Wir von Gottes Gnaden
- 1919: Desperados
- 1920: Papa Haydn
- 1920: George Bully
- 1920: Der Klosterjäger
- 1921: Der große Chef
- 1921: Die Nacht der Einbrecher
- 1922: Schattenkinder des Glücks
- 1922: Der unheimliche Gast
- 1922: Nathan der Weise
- 1922: Der Favorit der Königin
- 1923: Das Abenteuer von Sagossa
- 1923: Maciste und die chinesische Truhe
- 1923: Die Tragödie einer Liebesnacht
- 1923: Das rollende Schicksal
- 1923: Zwei Menschen
- 1923: Die letzte Sensation des Zirkus Farini
- 1923: Zwischen Flammen und Bestien
- 1924: Aus der Jugendzeit klingt ein Lied…
- 1924: So ist das Leben
- 1924: Das blonde Hannele
- 1924: Hochstapler wider Willen
- 1924: Der Schrei in der Wüste
- 1924: Helena (2 Teile)
- 1924: Der Weg zu Gott
- 1924: Gehetzte Menschen
- 1925: Dein Begehren ist Sünde
- 1925: Die Frauen zweier Junggesellen
- 1925: Das Geheimnis einer Stunde
- 1925: In den Sternen steht es geschrieben
- 1925: Das Parfüm der Mrs. Worrington
- 1925: Der Schuß im Pavillon
- 1925: Irrgarten der Leidenschaft
- 1925: Verborgene Gluten
- 1926: Der Bergadler
- 1926: Kubinke, der Barbier, und die drei Dienstmädchen
- 1926: Der siebente Junge
- 1926: Der Jäger von Fall
- 1927: Die Königin des Varietés
- 1928: Wenn die Schwalben heimwärts ziehn
- 1928: Hinter Klostermauern
- 1928: Herzen ohne Ziel
- 1928: Der Weiberkrieg
- 1929: Bruder Bernhard
- 1929: Wenn der weiße Flieder wieder blüht
- 1929: Der Sonderling
- 1930: In einer kleinen Konditorei
- 1930: 1914, die letzten Tage vor dem Weltbrand
- 1931: Ihre Hoheit befiehlt